# Museo de Historia Natural de Venecia

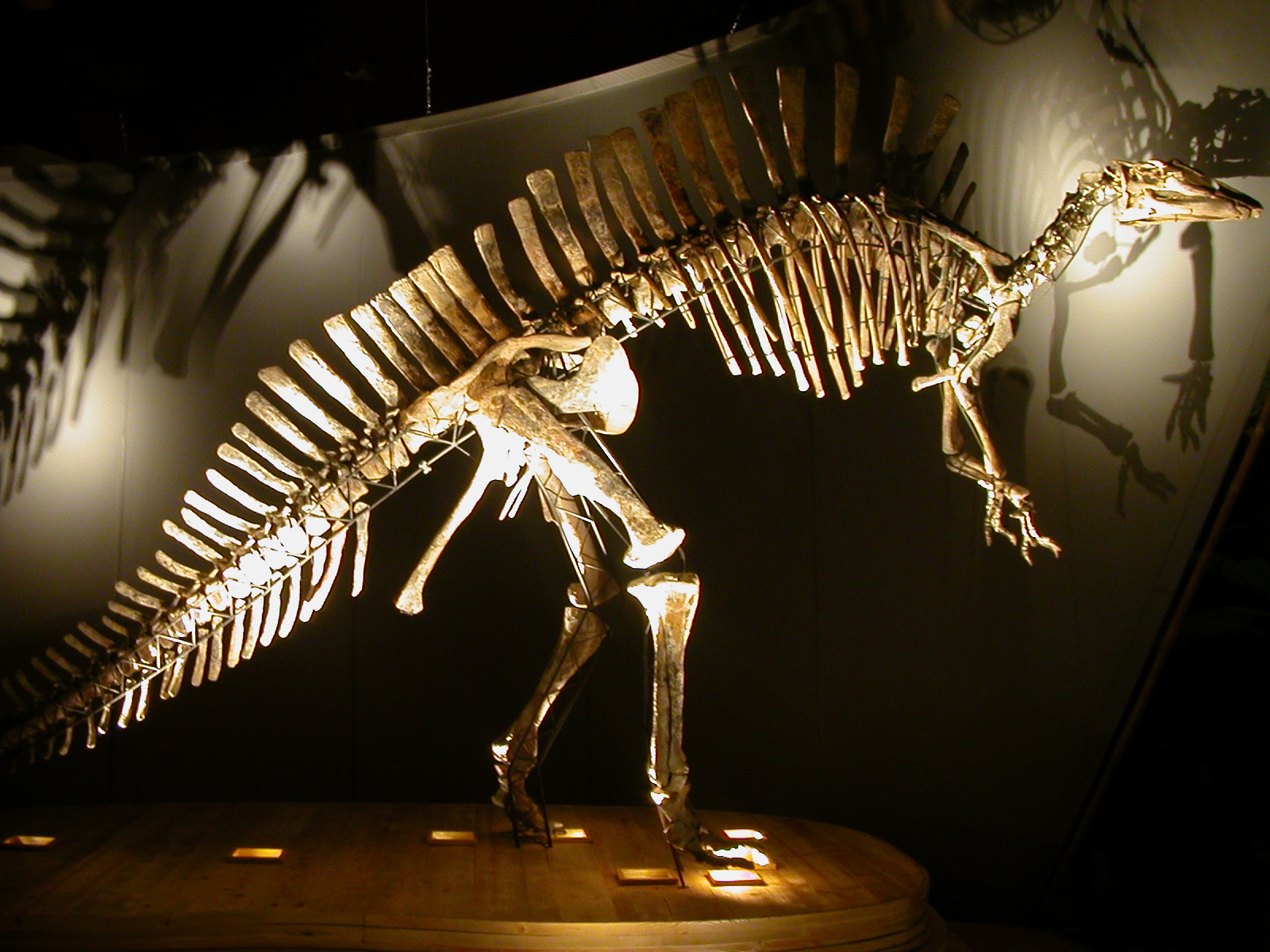
Esqueleto de dinosaurioOuranosaurus nigeriensis en el museo.

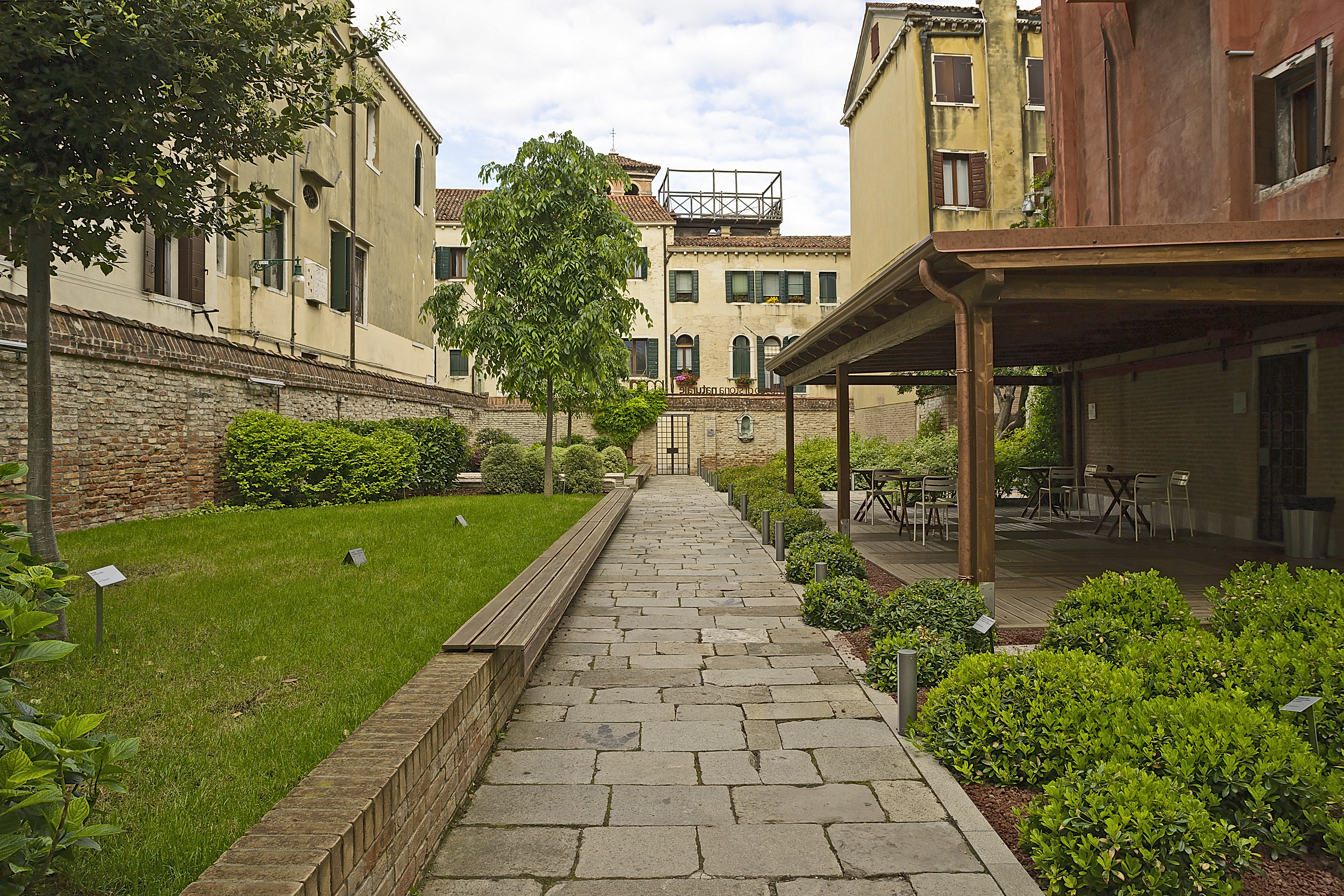
Jardín del museo.

El Museo de Historia Natural de Venecia es un museo de historia natural ubicado en Fondaco dei Turchi, situado en el Gran Canal, Venecia, Italia . Sus colecciones se refieren principalmente a la historia natural de la laguna veneciana que rodea la ciudad. Hoy es uno de los 11 espacios gestionados por la Fondazione Musei Civici di Venezia .

## Construcción e Historia

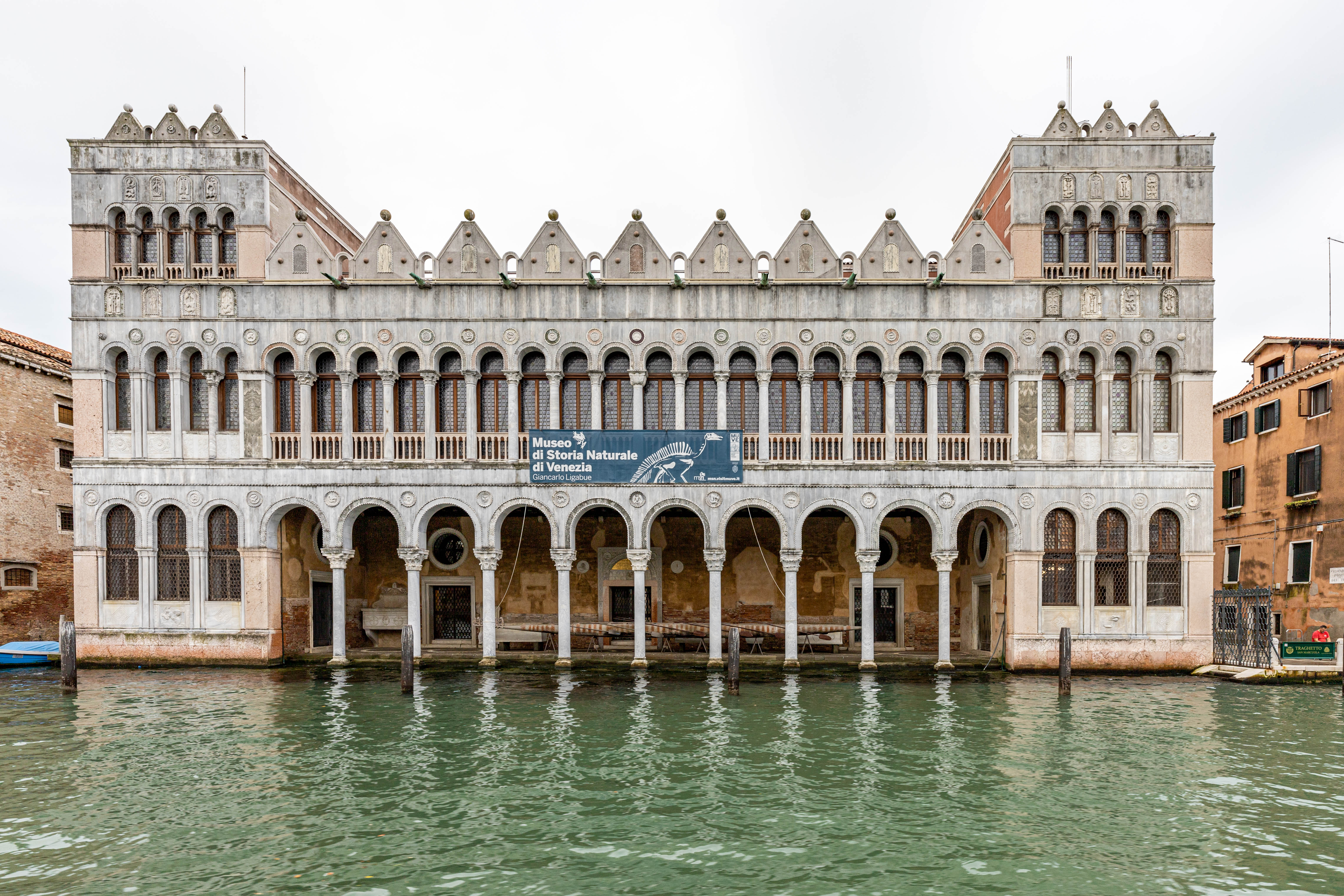
El Museo Cívico de Historia Natural de Venecia

El museo está situado en el Fondaco dei Turchi, construido originalmente en el siglo XIII como palacio para la familia Pesaro .  Está construido en estilo bizantino veneciano y fue utilizado originalmente como depósito comercial de mercancías procedentes de Oriente.
En 1381 el edificio fue cedido al señor de Ferrara, Niccolò II d'Este . En 1621 se convirtió en fondaco (o fontego ) de los comerciantes turcos, un lugar donde podían vivir y hacer negocios, hasta 1838. A partir de 1865 el edificio fue objeto de una profunda restauración. Tras esta obra albergó el Museo Correr y luego el Museo de Historia Natural a partir de 1969.

## Museo
El Museo de Historia Natural de Venecia fue fundado en 1923 para albergar y exhibir una serie de colecciones científicas del Museo Correr y del Istituto Veneto di Scienze, Lettere ed Arti, entre otros.  Posteriormente se amplió hasta alcanzar aproximadamente dos millones de objetos. Estos incluyen especímenes botánicos, entomológicos y zoológicos, fósiles y colecciones etnográficas. La biblioteca tiene más de 40.000 libros.
El museo está gestionado por la Fondazione Musei Civici Venezia (MUVE). 

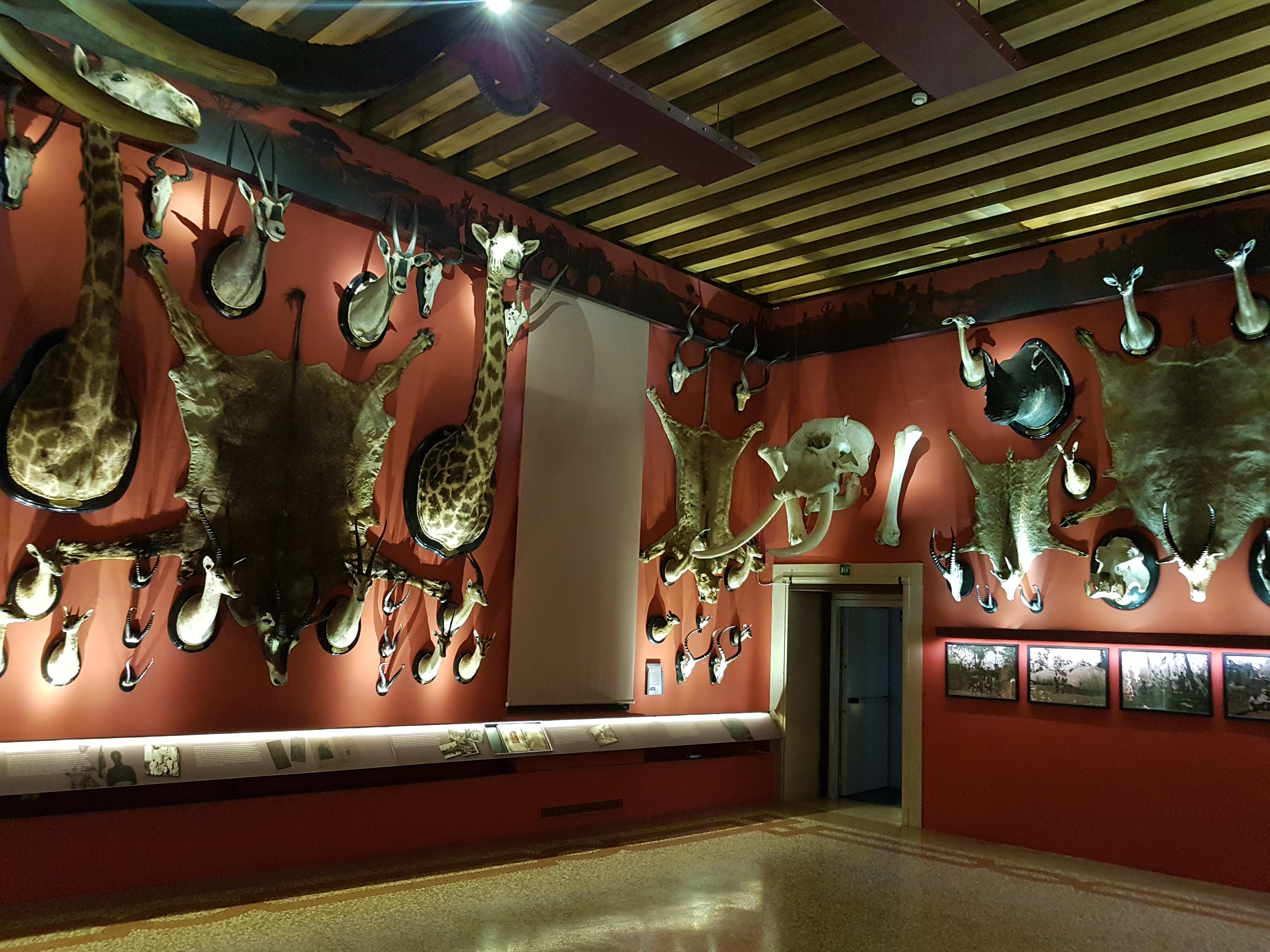
Interior del museo. Sala con (antiguos) trofeos de caza.